# Ochthoeca
Genre
Ochthoeca est un genre d'oiseaux de la famille des Tyrannidae.

## Liste des espèces
Selon la classification de référence du Congrès ornithologique international (version 14.1, 2024) :
- Ochthoeca cinnamomeiventris (Lafresnaye, 1843) — Pitajo à ventre brun
- Ochthoeca nigrita Sclater, PL & Salvin, 1871 — Pitajo noir
- Ochthoeca thoracica Taczanowski, 1874 — Pitajo à plastron
  - Ochthoeca thoracica angustifasciata Chapman, 1926
  - Ochthoeca thoracica thoracica Taczanowski, 1874
- Ochthoeca rufipectoralis (d'Orbigny & Lafresnaye, 1837) — Pitajo à poitrine rousse
  - Ochthoeca rufipectoralis poliogastra Salvin & Godman, 1880
  - Ochthoeca rufipectoralis rubicundula Wetmore, 1946
  - Ochthoeca rufipectoralis obfuscata Zimmer, JT, 1942
  - Ochthoeca rufipectoralis rufopectus (Lesson, R, 1844)
  - Ochthoeca rufipectoralis centralis Hellmayr, 1927
  - Ochthoeca rufipectoralis tectricialis Chapman, 1921
  - Ochthoeca rufipectoralis rufipectoralis (d'Orbigny & Lafresnaye, 1837)
- Ochthoeca fumicolor Sclater, PL, 1856 — Pitajo à dos brun
  - Ochthoeca fumicolor ferruginea Zimmer, JT, 1937
  - Ochthoeca fumicolor fumicolor Sclater, PL, 1856
  - Ochthoeca fumicolor brunneifrons von Berlepsch & Stolzmann, 1896
  - Ochthoeca fumicolor berlepschi Hellmayr, 1914
- Ochthoeca superciliosa Sclater & Salvin, 1871 — Pitajo à sourcils roux
- Ochthoeca oenanthoides (d'Orbigny & Lafresnaye, 1837) — Pitajo d'Orbigny
  - Ochthoeca oenanthoides polionota Sclater, PL & Salvin, 1870
  - Ochthoeca oenanthoides oenanthoides (d'Orbigny & Lafresnaye, 1837)
- Ochthoeca leucophrys (d'Orbigny & Lafresnaye, 1837) — Pitajo à sourcils blancs
  - Ochthoeca leucophrys dissors Zimmer, JT, 1940
  - Ochthoeca leucophrys interior Zimmer, JT, 1930
  - Ochthoeca leucophrys urubambae Zimmer, JT, 1937
  - Ochthoeca leucophrys leucometopa Sclater, PL & Salvin, 1877
  - Ochthoeca leucophrys leucophrys (d'Orbigny & Lafresnaye, 1837)
  - Ochthoeca leucophrys tucumana von Berlepsch, 1906
- Ochthoeca piurae Chapman, 1924 — Pitajo de Piura